# پانتنوو (استان ووتسکی)
پانتنوو (به لهستانی:  Pątnów) یک روستا در لهستان است که در گمینا پانتنوو واقع شده‌است. پانتنوو ۱٬۴۰۰ نفر جمعیت دارد.